# دوغ بلوك
دوغ بلوك (بالإنجليزية: Doug Block)‏ هو مخرج أمريكي، ولد في 1953 في بورت واشنطن في الولايات المتحدة.

## وصلات خارجية
- دوغ بلوك على موقع IMDb (الإنجليزية)
- دوغ بلوك على موقع ألو سيني (الفرنسية)
- دوغ بلوك على موقع أول موفي (الإنجليزية)
- دوغ بلوك على موقع قاعدة بيانات الأفلام السويدية (السويدية)
- دوغ بلوك على موقع قاعدة بيانات الفيلم (الإنجليزية)
- دوغ بلوك على موقع كينوبويسك (الروسية)